# Dubník
Dubník este o comună slovacă, aflată în districtul Nové Zámky din regiunea Nitra. Localitatea se află la altitudinea de 146 m deasupra n.m., se întinde pe o suprafață de 41,01 km2 și în 2017 număra 1.602 locuitori.

## Istoric
Localitatea Dubník este atestată documentar din 1236.

## Demografie
| An:                | 1994 | 2004   | 2014   | 2024   |
| ------------------ | ---- | ------ | ------ | ------ |
| Număr de persoane: | 1779 | 1762   | 1655   | 1520   |
| Diferență:         |      | −0,95% | −6,07% | −8,15% |

| An:                | 2023 | 2024   |
| ------------------ | ---- | ------ |
| Număr de persoane: | 1538 | 1520   |
| Diferență:         |      | −1,17% |